# Nousia delicata
Nousia delicata is een haft uit de familie Leptophlebiidae. De wetenschappelijke naam van de soort is voor het eerst geldig gepubliceerd in 1918 door Navás.
De soort komt voor in het Neotropisch gebied.